# Milan Galić
Milan Galić (en serbi: Милан Галић, 8 de març de 1938 - 13 de setembre de 2014) fou un futbolista serbi de la dècada de 1960.
Fou 51 cops internacional amb la selecció iugoslava. Guanyà la medalla d'or als Jocs Olímpics de 1960.
Pel que fa a clubs, defensà els colors de Proleter Zrenjanin, FK Partizan, Standard Liège i Reims.
Va jugar com a titular la final de la Copa d'Europa de 1966, que el Partizan va perdre contra el Reial Madrid per 2 a 1 a l'Estadi Heysel, de Brussel·les, la sisena Copa d'Europa madridista.

## Palmarès
Partizan
- Lliga iugoslava de futbol: 1960-61, 1961-62, 1962-63, 1964-65

Standard Liège
- Lliga belga de futbol: 1968-69, 1969-70
- Copa belga de futbol: 1966-67

Iugoslàvia
- Medalla d'or als Jocs Olímpics de 1960